# Бізант
Біза́нт (грец. Βύζας), новогрецькою Візас — син легендарного мегарського царя Ніса, ойкіст. У міфології, син Посейдона та Кероесси — дочки Зевса й Іо.
Засновник міста Візантій, укріпити яке йому допомагали Аполлон і Посейдон. Відбивши напад фракійців на чолі з Гемосом, Бізант почав переслідувати їх, а на Візантій тим часом напав скіфський цар Одріс. Ворога за допомогою отруйних змій відігнали візантійські жінки під проводом дружини Бізанта Фідалеї.